# James B. Sheffield Olympic Skating Rink
De James B. Sheffield Olympic Skating Rink is de ijsbaan van Lake Placid. Twee keer werden de schaatswedstrijden van de Olympische Winterspelen hier gehouden, in 1932 en 1980.

## Externe links

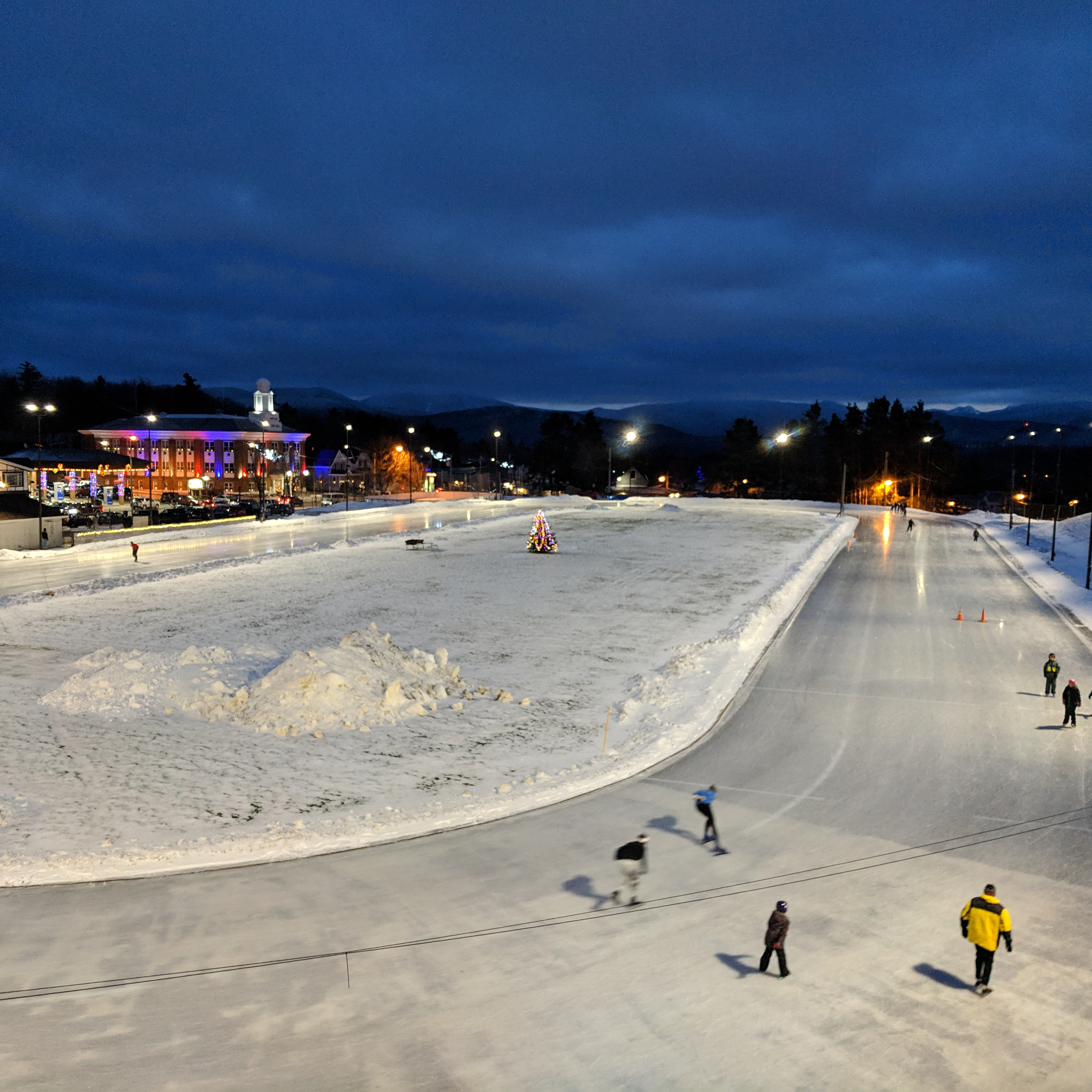
december 2018
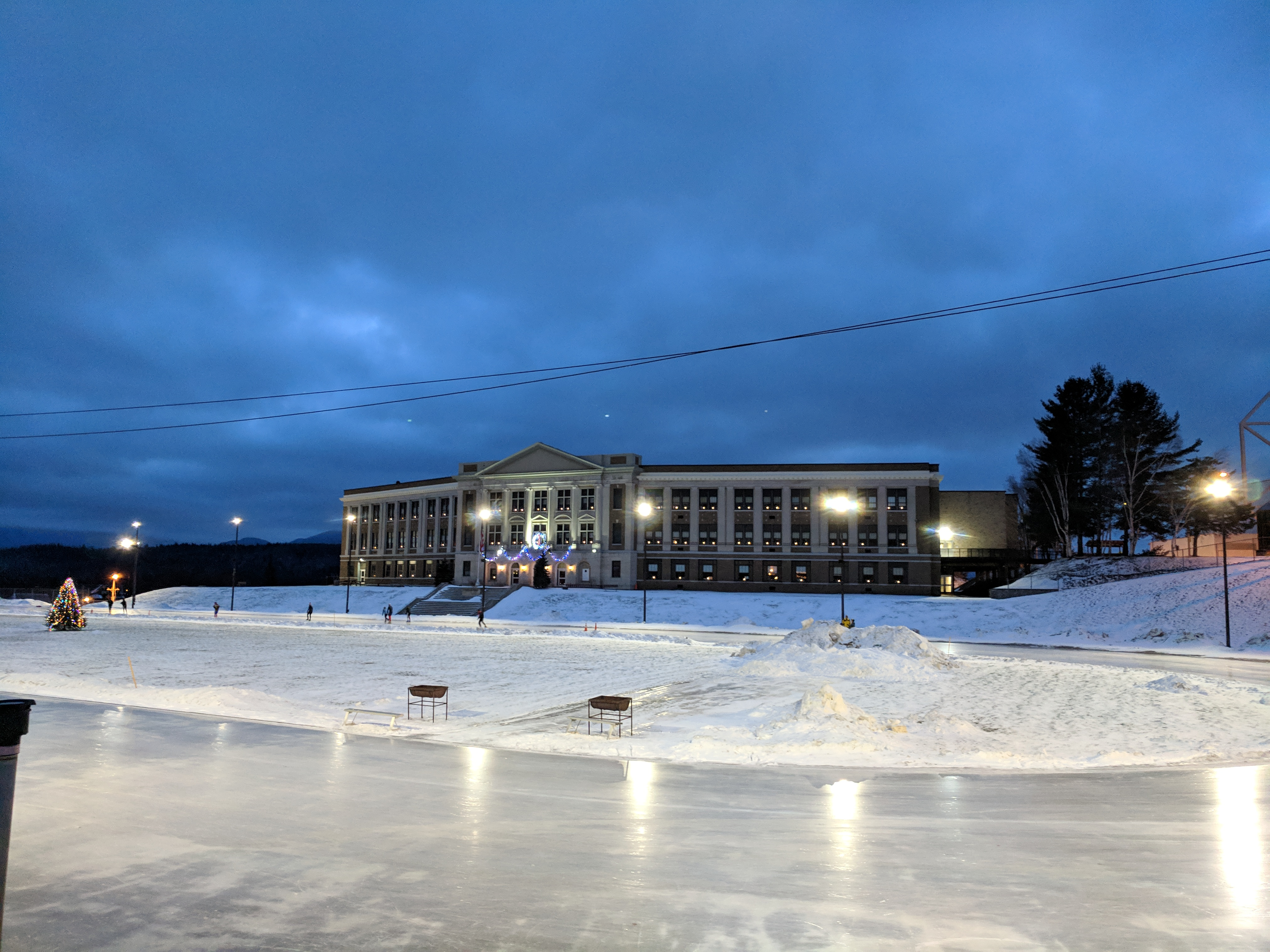
december 2018
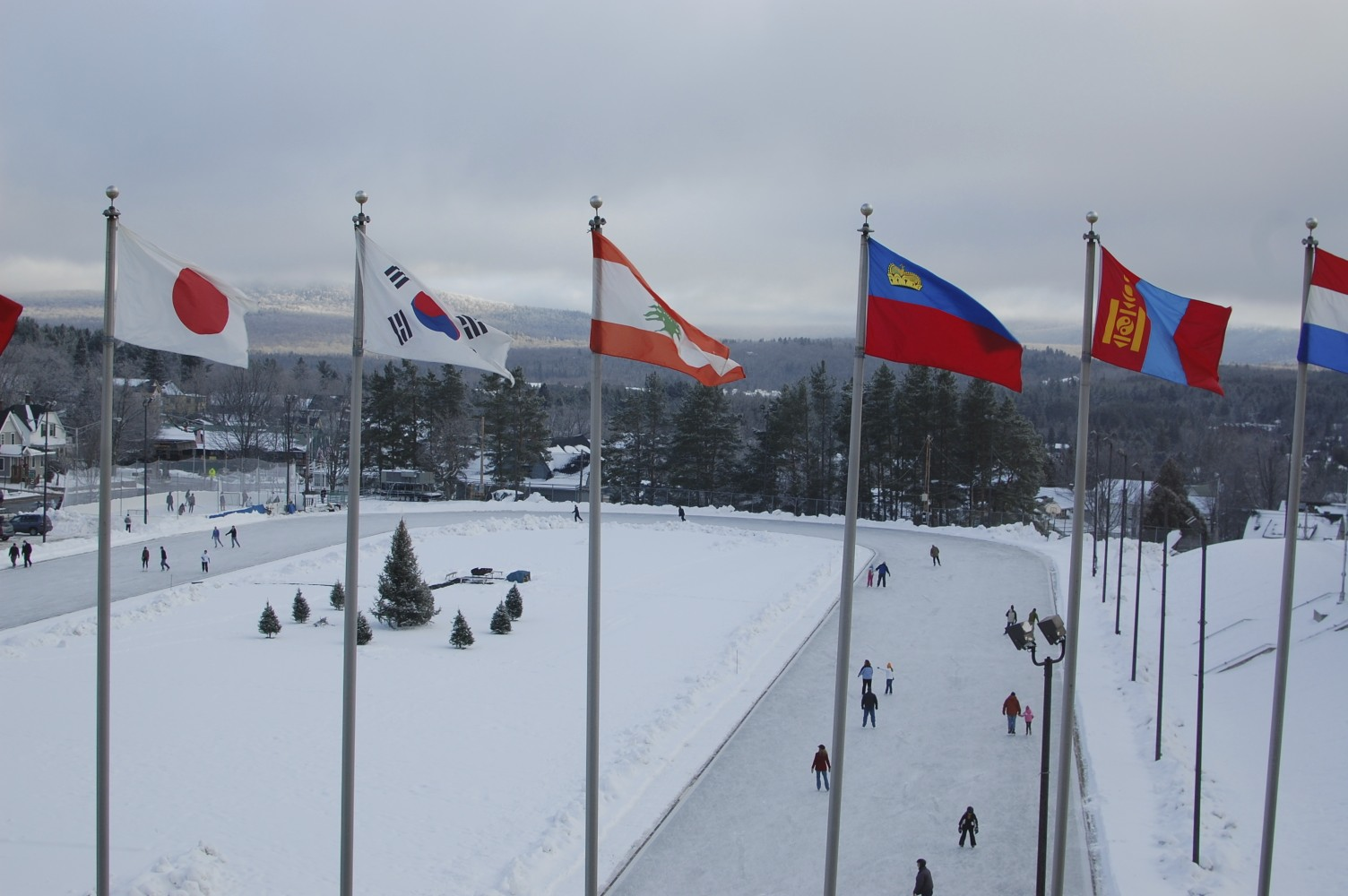
december 2009
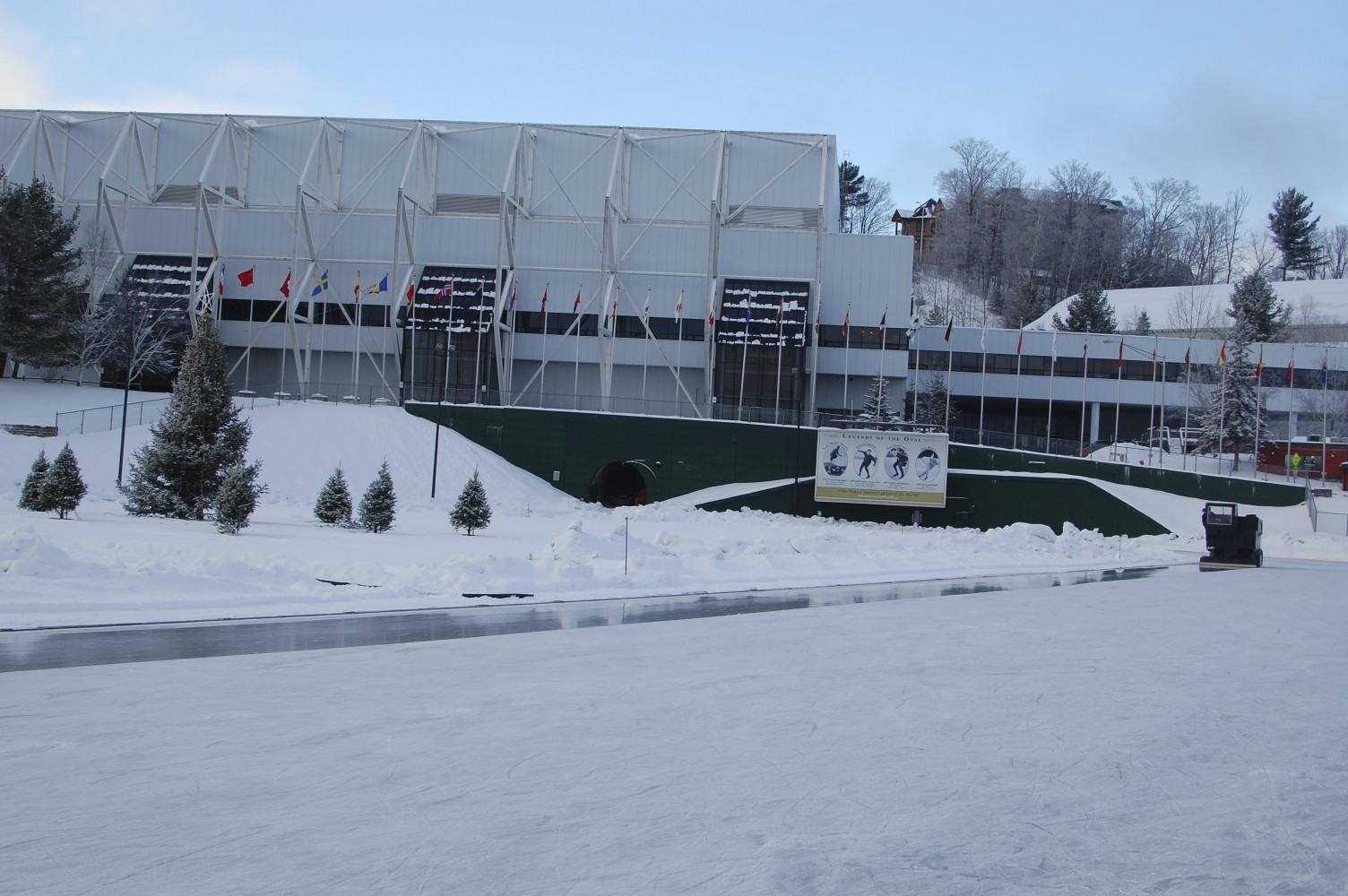
december 2009
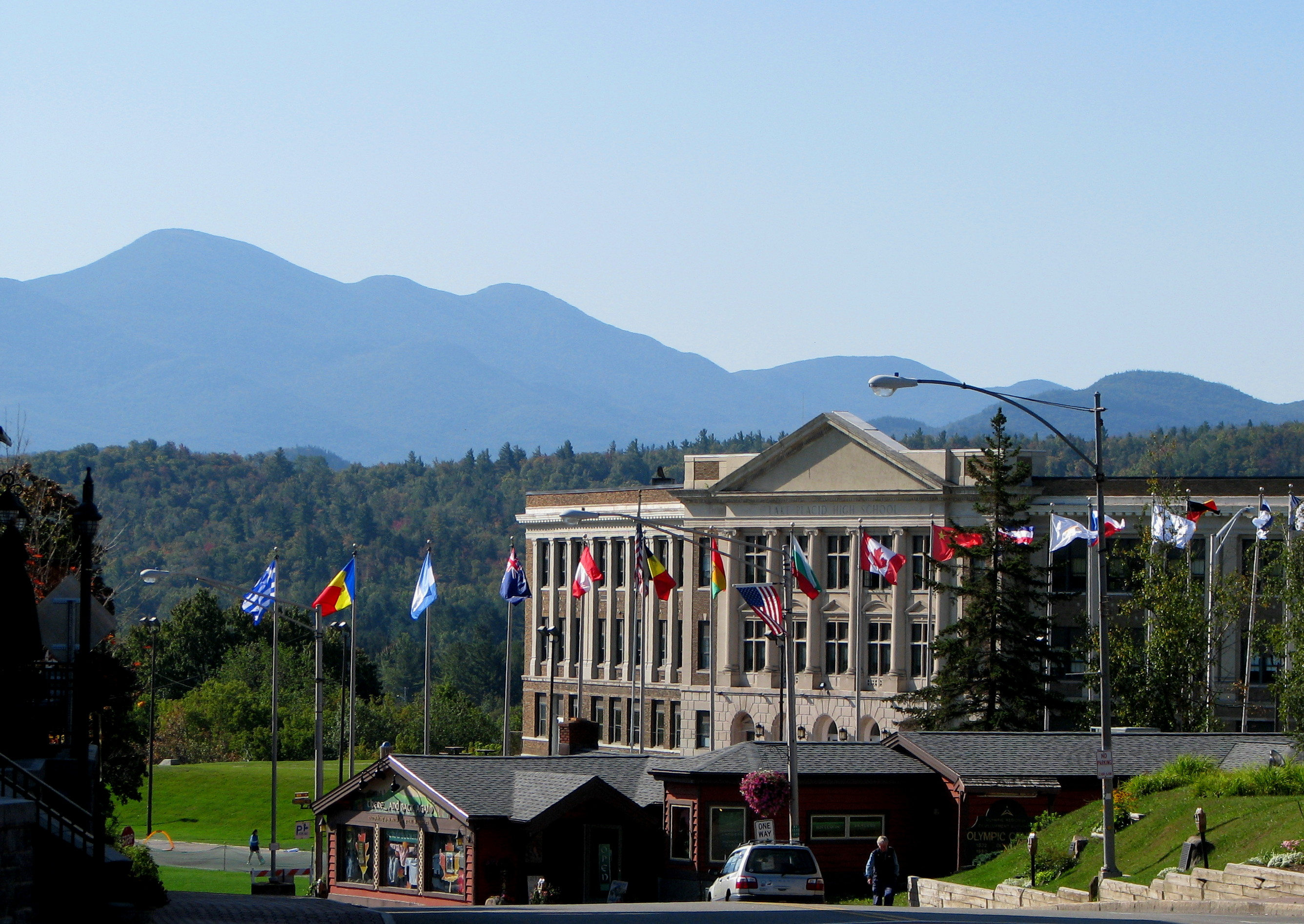
Lake Placid High School gelegen naast de ijsbaan

## Grote wedstrijden
Internationale kampioenschappen
- 1932 - Olympische Winterspelen
- 1932 - WK allround mannen
- 1978 - WK sprint
- 1980 - Olympische Winterspelen
- 1989 - WK allround vrouwen
- 2023 - Winteruniversiade

Wereldbekerwedstrijden
- 1986/1987 - Wereldbeker 5
- 1989/1990 - Wereldbeker 6

## Wereldrecords
| Nr. | Discipline       | Naam        | Land             | Tijd     | Datum            |
| --- | ---------------- | ----------- | ---------------- | -------- | ---------------- |
| 1.  | 10.000 meter (m) | Eric Heiden | Verenigde Staten | 14.28,13 | 23 februari 1980 |